# Satyrium aberrans
Satyrium aberrans là một loài thực vật có hoa trong họ Lan. Loài này được Summerh. miêu tả khoa học đầu tiên năm 1996.